# 321-я стрелковая дивизия (2-го формирования)
321-я стрелковая дивизия (2-го формирования) — воинское соединение РККА в Великой Отечественной войне.
Сформирована по директиве Верховного Главнокомандования Рабоче-крестьянской Красной Армии в марте — июне 1942 года на территории Читинской области и прошла боевую подготовку, находясь в составе войск Забайкальского военного округа. Личный состав её представляли главным образом жители Читинской области, Бурят-Монгольской и Якутской АССР. 
Период боевых действий: 27 июля 1942 года — 19 марта 1943 года.

## История
Дивизия вошла в состав 36-й Армии. Командующий — генерал-майор С.С. Фоменко; Член Военного Совета Армии — дивизионный комиссар Зудов, начальник штаба армии — генерал-майор Данилов.
Командиром 321-й стрелковой дивизии назначен подполковник Валюгин Алексей Иванович, военным комиссаром дивизии — полковой комиссар Дученко Савва Павлович, начальник штаба — подполковник Нарвер Наум Михайлович, начальник артиллерии — полковник Линник, начальник политотдела дивизии — старший батальонный комиссар Философов, начальник оперативного отделения дивизии — майор Баранов.
12 июля 1942 года по приказу Ставки ВГК дивизия выехала из посёлка Тасырхой по ж.д. в действующую армию, на фронт. 30.07.42 г. на участке разъезда Калинино Сталинградской области произвела выгрузку из эшелонов и вошла в подчинение 21-й армии Юго-Западного фронта.
С 26 по 30 июля 1942 года на участке разъезда Калинина, Сталинградской области, дивизия произвела выгрузку и вошла в подчинение 21-й армии Юго-Восточного и Сталинградского фронтов.
19 марта 1943 года Приказом НКО №130 за проявленные отвагу в боях за Отечество с немецкими захватчиками, за стойкость и мужество, дисциплину и организованность, за героизм личного состава 321-я стрелковая дивизия преобразована в 82-ю гвардейскую стрелковую дивизию.

## Состав
- 484-й стрелковый полк;
- 488-й стрелковый полк;
- 493-й стрелковый полк;
- 986-й артиллерийский полк;
- 345-й отдельный истребительно-противотанковый дивизион;
- 489-я зенитная батарея;
- 174-я разведывательная рота;
- 114 отдельная разведывательная рота
- 198-й отдельный сапёрный батальон;
- 257-й отдельный батальон связи;
- 133-й отдельный медико-санитарный батальон;
- 58-я отдельная рота химической защиты;
- 565-я автотранспортная рота;
- 398-я полевая хлебопекарня;
- 881-й дивизионный ветеринарный лазарет;
- 1857-й полевая почтовая станция;
- 1176-й полевая касса Государственного банка [2].

## Командиры
- Валюгин Алексей Иванович ( с 01.03.1942 по  31.08.1942 ), подполковник;
- Макаренко Иван Алексеевич с (01.08.1942 по 19.03.1943 ), генерал-майор[3].

## Подчинение
| Дата            | Фронт (округ)        | Армия              | Корпус (группа) | Примечания |
| --------------- | -------------------- | ------------------ | --------------- | ---------- |
| 01.04.1942 года | Забайкальский фронт  | -                  | -               | -          |
| 01.05.1942 года | Забайкальский фронт  | 36-я армия         | -               | -          |
| 01.06.1942 года | Забайкальский фронт  | 36-я армия         | -               | -          |
| 01.07.1942 года | Забайкальский фронт  | 36-я армия         | -               | -          |
| 01.08.1942 года | Сталинградский фронт | 21-я армия         | -               | -          |
| 01.09.1942 года | Сталинградский фронт | 21-я армия         | -               | -          |
| 01.10.1942 года | Донской фронт        | 21-я армия         | -               | -          |
| 01.11.1942 года | Донской фронт        | 65-я армия         | -               | -          |
| 01.12.1942 года | Юго-Западный фронт   | 5-я танковая армия | -               | -          |
| 01.01.1943 года | Юго-Западный фронт   | 5-я танковая армия | -               | -          |
| 01.02.1943 года | Юго-Западный фронт   | 5-я танковая армия | -               | -          |
| 01.03.1943 года | Юго-Западный фронт   | 5-я танковая армия | -               | - -        |

## В культуре
- 2018 — фильм «321-я сибирская» бурятского кинорежиссёра Солбона Лыгденова[4][5].